# Tunahan Kuzu
Tunahan Kuzu, né le 5 juin 1981 à Istanbul, est un homme politique néerlando-turc. Représentant à la Seconde Chambre des États généraux depuis 2012, il quitte le Parti travailliste (PvdA) en 2014 avant de diriger le parti Denk de sa fondation en 2015 à 2020.

## Biographie
Kuzu a étudié l'administration publique à l'Université Érasme de Rotterdam. En tant que consultant, il a travaillé pour la société PricewaterhouseCoopers. Du 22 mai 2008 au 27 septembre 2012, Kuzu était membre du conseil municipal de Rotterdam. De 2012 à 2014, Kuzu était membre du Parti travailliste (PvdA) et est devenu député de la Seconde Chambre. Il a quitté le PvdA en 2014 et, avec le politicien néerlandais Selçuk Öztürk, a fondé le parti Denk ("Penser"). Le 9 février 2015, ils ont donné à leur groupe le nom de Denk et ont publié un manifeste politique pour la création d'un mouvement pour les migrants. 
En septembre 2016, Kuzu a acquis attraction internationale lorsqu'il a refusé de serrer la main avec le Premier ministre d'Israël Benyamin Netanyahou lors de sa visite aux États généraux, en tant que protestation contre les atteintes aux droits de l'homme commises contre des civils palestiniens dans les territoires palestiniens.
Lors des élections législatives néerlandaises de 2017, son parti a atteint trois sièges à la Seconde Chambre.